# Чагаєв Руслан Шамілович
Руслан Шамілович Чагаєв (тат. Ruslan Şamil ulı Çağaev, рос. Руслан Шамилович Чагаев 19 жовтня 1978, Андижан) — узбецький професійний боксер, чемпіон світу серед аматорів у надважкій ваговій категорії 2001 року, чемпіон світу у важкій вазі за версією WBA (2007-2009), учасник Олімпійських ігор 1996 і 2000 років. BoxRec ставив Чагаєва в десятку найкращих важковаговиків світу за підсумком року з 2004 по 2011, найвища позиція — 3 (2005—2007). Йому присвоєно почесне звання «Заслужений спортсмен Республіки Узбекистан». 

## Любительська кар'єра
Першого успіху досяг у 1995 році, вигравши золоту медаль на чемпіонаті Азії в Ташкенті. Рік по тому він став бронзовим призером чемпіонату світу серед юніорів в Гавані. У тому ж році він представляв Узбекистан на Олімпійських іграх в Атланті, але вибув вже після першого бою (програв Луану Краснікі).

### Чемпіонат світу 1997
У жовтні 1997 року виграв золоту медаль на Чемпіонаті світу в Будапешті, здобувши у фіналі перемогу над знаменитим кубинцем Феліксом Савоном. 
У 1/8 переміг Сергія Дичкова (Білорусь) — 15-7 
У 1/4 переміг Джакоббе Фрагомені (Італія) — 18-4 
У 1/2 переміг Майка Ганке (Німеччина) — 12-7 
У фіналі переміг Фелікса Савона (Куба) — 14-4 
Але 8 лютого 1998 року AIBA позбавила його титулу чемпіона через те, що влітку 1997 року Чагаєв провів у США два професійні бої. Проте Чагаєв зберіг свій статус любителя, пояснивши, що не знав, що це професійні бої, і розглядав їх як демонстраційні. Тим не менш, він був відсторонений від боїв на один рік Міжнародною асоціацією аматорського боксу (AIBA) без повернення звання чемпіона. 
В грудні 1998 року, після відбуття покарання, здобувши три перемоги (з них дві — дострокові), виграв золоту медаль на Азійських іграх, а в 1999 році виграв чемпіонат Азії.

### Чемпіонат світу 1999
У 1/16 переміг Гарта да Силву (Нова Зеландія) — 9-3
У 1/8 переміг Девіда Тернера (Австралія)  RCS3
У 1/4 програв Феліксу Савону (Куба) — 1-9

### Виступ на Олімпіаді 2000
У 1/8 переміг Олександра Яценко (Україна) — 15-2
У 1/4 програв Володимиру Чантурія (Грузія) — 12-18

### Чемпіонат світу 2001
У 1/8 переміг Рустама Ригебаєва (Казахстан) — RSCO3
У 1/4 переміг Ксаба Куртужа (Угорщина) — RSCO2
У 1/2 переміг Віталія Бута (Німеччина) — RSCO3
У фіналі переміг Олексія Мазікіна (Україна) — RSCO2
Руслан Чагаєв - єдиний боксер, якому на міжнародних турнірах вдалося двічі побити знаменитого кубинця Фелікса Савона (1997 року у фіналі чемпіонату світу та 1999 року у фіналі міжнародного турніру в Пловдиві). Савон переміг Чагаєва тільки один раз на чемпіонаті світу 1999 року.

## Професійна кар'єра
Офіційний дебют Чагаєва у професійному боксі відбувся у 1997 році. Провівши два поєдинки, Чагаєв продовжив змагання на аматорському рівні та повернувся на професійний ринг аж в 2001 році. За 5 років здобув 16 перемог, більшість - нокаутом.
5 жовтня 2002 року бій з Робом Келловеєм закінчився внічию після випадкового удару головою і травми американця. 7 січня 2006 року друга зустріч між бійцями закінчилася нокаутом американця у другому раунді.
11 березня 2006 року в бою за титули інтерконтинентального чемпіона за версіями WBA і WBO у важкій вазі переміг рішенням більшості до того непереможного українського нокаутера Володимира Вірчіса.

### Чагаєв проти Миколи Валуєва
14 квітня 2007 року відбувся бій Чагаєва за титул чемпіона світу за версією WBA з непереможним росіянином Миколою Валуєвим (46-0, 34КО). Росіянин був на 31 см вищим і на 40 кг важчим. Чагаєв переміг рішенням більшості суддів (114-114; 117-111; 115-113) і завоював пояс WBA.
19 січня 2008 року Руслан успішно захистив свій титул, перемігши Метта Скелтона.
На 31 травня 2008 року був запланований бій-реванш Руслана Чагаєва проти Миколи Валуєва, який встиг завоювати статус обов'язкового претендента, але поєдинок був перенесений на 5 липня через хворобу узбека, а потім відмінений через його травму. Нарешті WBA оголосила Чагаєва «чемпіоном у відпустці», а чемпіоном після перемоги в серпні 2008 року над Джоном Руїзом став Микола Валуєв.
На 30 травня 2009 року був вкотре призначений бій-реванш між Чагаєвим та Валуєвим, але бій був відмінений втретє вже після офіційного зважування через загострення гепатиту у Чагаєва і відмову від вакцинації росіянина.

### Чагаєв проти Володимира Кличка
Вже через тиждень після зірваного бою проти Валуєва Чагаєв погодився на  бій з чемпіоном світу за версіями WBO і IBF Володимиром Кличко, у якого травмувався суперник на запланований на 20 червня бій. На кону стояли пояси тільки українця, тому що чиновники WBA хотіли переглянути статус "чемпіона у відпустці" WBA. 20 червня 2009 року Чагаєв зазнав першої поразки на професійному рингу, програвши Кличку технічним нокаутом. У другому раунді Чагаєв побував у нокдауні, а після дев'яти раундів, порадившись з секундантами, вирішив не продовжувати бій.

### Чагаєв проти Олександра Повєткіна
27 серпня 2011 року відбувся бій за вакантний титул "регулярного" чемпіона WBA між Русланом Чагаєвим та Олександром Повєткіним. Непереможний росіянин здобув перемогу одностайним рішенням, завоювавши титул чемпіона.

### Чагаєв проти Фреса Окендо
6 липня 2014 року Чагаєв завоював вакантний титул "регулярного" чемпіона WBA, здобувши перемогу рішенням більшості суддів над пуерториканцем Фресом Окендо — 115-113 двічі і 114-114.
11 липня 2015 року Руслан провів добровільний захист титулу, здобувши перемогу над італійцем Франческо П'янетою нокаутом у першому раунді, і мав протягом 120 днів провести реванш з Окендо. Поєдинок Чагаєв - Окендо був запларований на 17 жовтня, але за 11 днів до зустрічі пуерториканець був змушений відмовитись від бою через хворобу.

### Чагаєв проти Лукаса Брауна
5 березня 2016 року Чагаєв зустрівся з обов'язковим претендентом Лукасом Брауном (23-0, 20КО) і зазнав сенсаційної поразки технічним нокаутом. Руслан домінував в цьому бою і мав можливість завершити бій достроково, відправивши суперника кілька разів в нокдаун. Але в 10 раунді він пропустив потужний удар Брауна, опинившись у важкому нокдауні. Чагаєв зумів підвестися, але не мав сил захищатися від добиваючого його суперника.
30 травня 2016 року президент WBA Мендоса повідомив, що результат бою буде змінено на такий, що не відбувся, через позитивну допінг-пробу австралійця на кленбутерол. Чагаєву повернули титул, але він був зобов'язаний дати реванш Френсу Окендо, про що WBA неодноразово нагадувала Руслану, проте відповіді не дочекалася. У липні 2017 року Чагаєва позбавили звання "регулярного" чемпіона WBA, а через кілька днів узбек оголосив про завершення кар'єри через проблеми зі здоров'ям.